# شركة غل غهر للصناعات التعدينية
شركة غل غهر للصناعات التعدينية (بالفارسية: شرکت معدنی و صنعتی گل‌گهر) هي شركة إيران تعمل في استخراج خام الحديد من منجم غل غهر. تم إدراجها في بورصة طهران للأوراق المالية، وهي إحدى الشركات التابعة لمجموعة إدارة استثمارات أوميد المرتبطة ببنك سبه. تمتلك مجموعة إدارة استثمارات أوميد ما يقرب من 42% من أسهم شركة غل غهر وأكثر من 50% من أسهم شركة غهر‌زمين للتعدين والصناعات المعدنية.

## التاريخ
تم تسجيل شركة غل غهر للتعدين والصناعة في عام 1991 تحت رقم 409 في مكتب تسجيل سيرجان برأس مال أولي قدره 100 مليار ريال إيراني. حصلت الشركة على رخصة التشغيل في عام 1993. وبدأت عمليات التعدين في المنطقة رقم 1 من منجم غل غهر في عام 1994. في عام 2003، وبناءً على قرار اتخذ في الجمعية العامة العادية، تحولت الشركة من شركة مساهمة خاصة إلى شركة مساهمة عامة. وفي العام التالي، 2004، تم إدراج أسهمها في بورصة طهران للأوراق المالية تحت الرمز "GOLG1".

## المنتجات
تشمل أنشطة الشركة مرحلتين. المرحلة الأولى هي استخراج خام الحديد من منجم غل غهر. أما المرحلة الثانية فتشمل معالجة خام الحديد الأولي في مصانعها المختلفة لإنتاج منتجات ثانوية مثل كريات الحديد، والحديد إسفنجي، ومركزات خام الحديد، والمنتجات شبه المصنعة للصب.

## العقوبات
في عام 2020، فرضت وزارة الخزانة الأمريكية عقوبات على شركة غل غهر للتعدين والصناعة لاستهدافها صناعات المعادن الإيرانية.